# Venus von Eggendorf

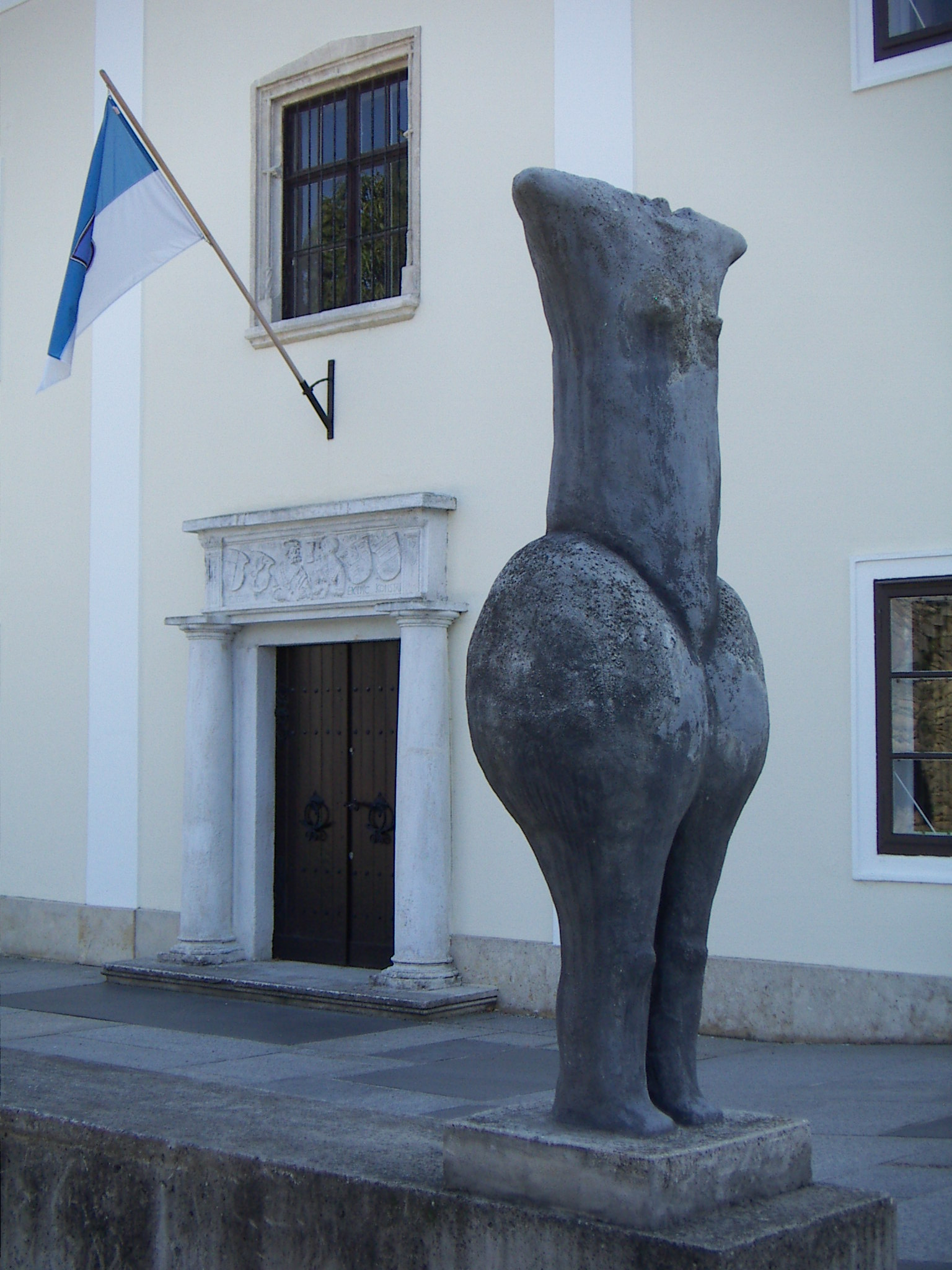
Nachbildung der Venus von Eggendorf vor dem Höbarthmuseum

Die Venus von Eggendorf ist eine um 1930 vom Heimatforscher Josef Höbarth in Eggendorf am Walde in Niederösterreich ergrabene Tonfigur.

## Beschreibung
Die mit betont weiblichen Merkmalen ausgestattete, aus Ton gebrannte Frauenfigur stammt aus der Lengyel-Kultur, die zeitlich zwischen 4900 und 4300 v. Chr. einzuordnen ist. Das Figur ist 25 cm hoch und stellt vermutlich ein Fruchtbarkeitssymbol dar. Sie befindet sich im Höbarthmuseum in Horn.
Am 7. Mai 1999 wurde vor dem Höbarthmuseum eine 157 Zentimeter große Replik der Venus enthüllt.